# Bulletin of the Atomic Scientists
Il Bulletin of the Atomic Scientists è una rivista non tecnica che tratta di temi legati alla sicurezza globale e alla politica pubblica, in particolar modo in relazione ai pericoli posti dalle armi nucleari e da altre armi di distruzione di massa. È stato pubblicato ininterrottamente, con il nome di Bulletin of the Atomic Scientists of Chicago, dal 1945, anno in cui venne fondato dagli ex-fisici del Progetto Manhattan dopo il bombardamento atomico di Hiroshima e Nagasaki. Lo scopo principale del Bulletin è informare il pubblico sui dibattiti delle politiche nucleari, sostenendo al contempo il controllo internazionale dell'energia nucleare.
Uno dei motivi più importanti che hanno portato alla creazione del Bulletin è stato l'enorme interesse pubblico riguardo all'energia atomica durante l'alba dell'era atomica. Nel 1945 l'interesse pubblico sulla guerra e le armi atomiche portò i partecipanti al Bulletin a cercare di informare coloro interessati sui pericoli e sulla distruzione che una guerra atomica poteva creare. Per descrivere il rischio particolare posto dalle armi nucleari, il Bulletin inventò l'Orologio dell'apocalisse nel 1947. La posizione originale era di sette minuti alla mezzanotte. La lancetta dei minuti dell'Orologio si mosse verso mezzanotte per la prima volta in risposta agli eventi accaduti nel mondo nel 1949, in seguito al test nucleare sovietico. L'Orologio viene oggi riconosciuto come un simbolo universale dell'era nucleare. Negli anni cinquanta, il Bulletin partecipò alla formazione del Pugwash, una conferenza annuale di scienziati in cui si discute di proliferazione nucleare, e, più in genere, del ruolo della scienza nella società moderna.

## Fondatori e membri
Il fondatore e curatore originario del Bulletin of the Atomic Scientists fu il biofisico Eugene Rabinowitch (1898 – 1973).  Egli fondò la rivista insieme al fisico Hyman Goldsmith.  Rabinowitch era professore di botanica e biofisica presso l'University of Illinois e fu anche fondatore del Comitato Permanente delle Pugwash Conferences on Science and World Affairs.  Oltre a Rabinowitch e Goldsmith la rivista ha annoverato membri del calibro di: Morton Grodzins, Hans Bethe, Anatoli Blagonravov, Max Born, Harrison Brown, Brock Chisholm, E.U. Condon, Albert Einstein, E.K. Fedorov, Bernard T. Feld, James Franck, Ralph E. Lapp, Richard S. Leghorn, J. Robert Oppenheimer, Lord Boyd Orr, Michael Polanyi, Louis N. Ridenour, Bertrand Russell, Nikolai N. Semenov, Leó Szilárd, Edward Teller, A.V. Topchiev, Harold, C. Urey, Paul Weiss, e molti altri.
Nel 1949, venne incorporata la Educational Foundation for Nuclear Science come società non-profit con lo scopo di fungere da organizzazione gemellata e struttura per la raccolta di fondi per la rivista. Nel 2003, il Consiglio dei Direttori dell'associazione ha votato ufficialmente di cambiare il nome della rivista in Bulletin of the Atomic Scientists.

## Propositi delBulletin
Il Bulletin of the Atomic Scientists venne fondato con lo scopo di sopperire all'urgente bisogno di un programma educativo riguardante le armi atomiche.  Uno dei propositi del Bulletin era infatti educare gli scienziati membri a non trascurare lo stretto legame che intercorreva tra il loro mondo della ricerca scientifica e quello delle politiche nazionali e internazionali in tutto il globo. Un secondo obiettivo era aiutare il popolo statunitense a comprendere le potenzialità dell'energia nucleare e le sue possibili applicazioni in campo bellico.  I partecipanti al Bulletin erano convinti che la bomba atomica rappresentasse solo la prima delle possibili minacce presenti in quello che definivano  il vaso di Pandora della scienza moderna.  Con questa prospettiva l'obiettivo del Bulletin era portare avanti il lungo e difficile sforzo di educare il genere umano alle realtà dell'era scientifica.
Il Bulletin of the Atomic Scientists cercò così di fornire al cittadino comune, così come ai politici, agli scienziati e ai giornalisti tutte quelle informazioni di carattere scientifico e politico riguardanti le armi nucleari. La rivista fu anche un ottimo e titolato veicolo per lo scambio delle diverse opinioni nel mondo internazionale sul significato della corsa all'arma nucleare.  A partire dalla sua fondazione nel 1945, il Bulletin ha cercato di educare il pubblico statunitense a sorvegliare sui pericoli inerenti all'uso delle armi nucleari così come di altre armi di distruzione di massa.

## Mutamenti di obiettivi nelBulletin
Nel corso della storia del Bulletin si è assistito al sorgere di numerosi obiettivi proposti dai suoi membri. Durante i primi anni, l'attività del Bulletin può essere distinta in tre fasi. Queste, secondo la definizione del fondatore Eugene Rabinowitch ne L'età atomica, furono fallimento, pericolo, e paura. La fase 'fallimento' comprendeva gli inutili tentativi del Bulletin di convincere gli statunitensi che il metodo migliore e più efficace di controllo degli armamenti atomici fosse l'abolizione del loro uso. Nella fase 'pericolo', gli sforzi dei redattori si concentrarono sul mettere in guardia i lettori sui pericoli di un conflitto nucleare globale. Nella fase 'paura', infine, l'insuccesso degli sforzi compiuti per convincere i lettori a sostenere il disarmo nucleare indusse molti (compresi alcuni tra gli stessi redattori del Bulletin) a porre in questione il patriottismo implicito in tali tentativi.

### Fallimento
Già prima della fondazione del Bulletin nel dicembre del 1945, gli scienziati che lavoravano negli Stati Uniti avevano cercato di prevenire la possibilità che un conflitto nucleare avesse effettivamente luogo. Timori e dubbi circa gli effetti di guerre nucleari erano ben presenti, del resto, ancor prima del bombardamento di Hiroshima. Tutti i redattori della rivista erano ben consapevoli che il modo migliore di prevenire un conflitto nucleare fosse evitare l'uso di armi nucleari. Essi sottolinearono con forza l'importanza che, una volta reso di pubblico dominio il possesso statunitense di tali armi, il controllo dell'energia atomica fosse sottratto ai singoli stati. In un articolo sul Bulletin del giugno 1946, intitolato appunto Controllo Internazionale dell'energia atomica, J. Robert Oppenheimer avanzò l'idea che essa venisse controllata da funzionari non governativi: "può essere consentito a uomini che non hanno nessuna qualifica statale di occuparsi del controllo dell'energia atomica. Questo periodo della storia del Bulletin venne quindi etichettato come 'fallimento' da Eugene Rabinowitch, dato che quel tentativo di stabilire una forma di controllo sulle armi atomiche non riuscì.

### Pericolo
Mentre la prima fase del Bulletin of the Atomic Scientists fu etichettata come fase del Fallimento dal fondatore Eugene Rabinowitch,  la seconda fase venne definita quella del Pericolo. In seguito al primo test atomico dell'Unione Sovietica del 24 settembre 1949, l'obiettivo del Bulletin divenne mettere in guardia contro i pericoli di una guerra atomica globale. Una volta messo in chiaro, infatti, che l'Unione Sovietica aveva capacità nucleari, ebbe inizio la corsa agli armamenti, e il rischio di guerra atomica fu costantemente in aumento. In un articolo apparso sul numero del novembre 1957 del Bulletin intitolato "I pericoli che fronteggiamo", Harrison Brown affermava “Credo che noi (gli Stati Uniti) stiamo rapidamente raggiungendo l'epoca in cui una società industriale tocca il 'punto di non ritorno', un punto oltre il quale il recupero da una distruzione generalizzata diventa letteralmente impossibile...”.  I pericoli derivanti da una guerra nucleare globale furono una delle principali preoccupazioni dei collaboratori del Bulletin, e i timori e il  “Pericolo” che avvertivano furono espliciti nei loro articoli.

### Orologio dell'Apocalisse
Dopo che anche l'Unione Sovietica ebbe sviluppato armamenti nucleari, la preoccupazione per la distruzione del mondo divenne un grande timore per gli scienziati che scrivevano sul Bulletin. Del resto, il concretizzarsi della possibilità di una devastazione atomica era un tema molto popolare, e di conseguenza la rivista creò un'icona del pericolo nucleare conosciuta come l'Orologio dell'Apocalisse. L' 'Orologio', con pallottole che segnano i numeri, ha da allora ornato la copertina della rivista in molte occasioni. La vicinanza della lancetta dei minuti alla mezzanotte è stato il mezzo con cui i collaboratori del Bulletin hanno previsto il potenziale della guerra nucleare. Al suo apparire, nel 1947, segnava 7 minuti alla mezzanotte. Nel 1953 era a due minuti, mentre i sovietici continuavano a testare un ordigno nucleare dopo l'altro. L'avvicinarsi dell'orologio alla mezzanotte durante gli anni cinquanta testimonia della preoccupazione dei collaboratori della rivista per l'Unione Sovietica e la corsa agli armamenti. Gli allarmi del Bulletin continuarono durante gli anni cinquanta e sessanta, e il loro contenuto slittò progressivamente dai pericoli della guerra atomica alla necessità del disarmo. Nella sua storia, l'Orologio dell'Apocalisse si è di volta in volta avvicinato o allontanato dalla mezzanotte in funzione dello stato del mondo. Alla data del 17 gennaio 2007, segna cinque minuti alla mezzanotte, a causa "del pericolo rappresentato da 27.000 armi atomiche, 2.000 delle quali pronte ad essere lanciate in pochi minuti, e della distruzione degli habitat umani provocata dal cambiamento climatico".

### Paura
Man mano che Stati Uniti e Unione Sovietica continuavano a sviluppare nuove armi nucleari, diventava ovvio che il modo migliore per rendere il mondo più sicura consistesse nel disarmare, rifiutare e controllare gli armamenti atomici. la fase del 'Pericolo' fu relativamente inefficace nel dissuadere gli Stati Uniti dal continuare la corsa al riarmo, e per questo ad essa fece seguito la fase che Rabinowitch ha definito della 'paura'. In quel periodo furono avanzati sospetti sul patriottismo di molti, e i relativi argomenti trovarono spazio sul Bulletin per diverso tempo. Agli albori della corsa agli armamenti, spionaggio internazionale, segretezza e fedeltà furono questioni cruciali per la rivista.
Durante tutto questo tempo, sul Bulletin si discusse anche del nucleare come fonte di energia utilizzabile per scopi civili. Oggi quest'aspetto è centrale per la rivista, dato il largo uso che se ne fa in tutto il mondo. Col crescere della consapevolezza dell'esaurirsi delle risorse, molti scienziati vi si schierano pro o contro l'uso del nucleare in alternativa alle fonti energetiche già in uso.

## IlBulletinoggi
In tempi più recenti, gli articoli pubblicati sulla rivista hanno messo a fuoco aspetti molto diversi, spaziando dai pericoli delle radiazioni sprigionatesi dall'incidente di Černobyl' fino all'impatto del crollo dell'Unione Sovietica. Nella ripresa russa seguita al crollo dell'Unione Sovietica altri articoli si sono concentrati su argomenti quali le spese militari. La storia di copertina del numero di maggio/giugno 1998 titolava: "Semplicemente folle: la storia del caccia a doppio attacco", esaminando lo sviluppo di un nuovo modello di aereo da caccia capace di "minare gli sforzi per creare una cultura militare più morbida nel mondo postguerra fredda".
Con l'incessante aumento di centrali e di domanda per l'energia nucleare, il Bulletin ha aumentato l'attenzione per i pericoli e i problemi relativi al suo uso. Un punto focale è stato l'incidente di Chernobyl, e le sue conseguenze, negli ottanta. 
Comunque, anche se i cavalli di battaglia della rivista nei suoi primi anni di vita, guerra fredda e corsa agli armamenti, non sono più all'ordine del giorno, il Bulletin è ancora molto attento ai rischi nucleari che ancora esistono nel mondo. Mentre altri, tra i quali Pakistan e India, hanno testato i propri armamenti atomici, la rivista si concentra sui pericoli provenienti da queste nazioni. Un articolo dell'agosto del 1992, scritto da David Albright e Mark Hibbs esamina lo sviluppo nucleare del Pakistan, e i modi in cui, dopo la scomparsa dell'Unione Sovietica, anche altre nazioni abbiano cominciato a sviluppare analoghi programmi. Ancor più recentemente, ci sono stati articoli dedicati alla minaccia nordcoreana. In un articolo apparso sul numero di gennaio/febbraio del 2002, David Albright e Holly Higgins valutano tale minaccia e i molteplici rischi che scaturiscono dalle cattive relazioni del paese asiatico col resto del mondo.
Ai giorni nostri, i rischi del nucleare civile e militare sono all'ordine del giorno del Bulletin tanto quanto gli sviluppi politici e militari del mondo post guerra fredda. Leonard M. Rieser, esperto in Scienza, Tecnologia e Sicurezza globale, membro del Board of Sponsors della rivista, mette a disposizione borse di studio per 2.500 o 5.000 dollari per laureandi che studino le connessioni queste materie e le politiche in atto. Attualmente, Direttore e caporedattore del Bulletin sono rispettivamente Kennette Benedict e Mark Strauss. L'orologio dell'Apocalisse, infine, ha ricominciato ad avvicinarsi alla mezzanotte dal 1991, quando fu spostato a meno diciassette minuti in seguito all'accordo tra le due superpotenze per la riduzione dell'arsenale atomico.

### Edizioni Online
Il Bulletin è stato per anni parzialmente disponibile online, ed è attualmente totalmente disponibile a pagamento.

#### Cessazione dell'edizione a stampa
Nel Novembre 2008 è stato annunciato che il numero di Novembre/Dicembre 2008 sarebbe stata l'ultima edizione a stampa del Bulletin, da allora in poi disponibile solo in digitale.